# シェール県
シェール県(シェールけん、Cher)は、フランスのサントル＝ヴァル・ド・ロワール地域圏の県である。その名称はシェール川に由来する。

## 地理
アンドル県とともにかつてのベリー州を構成していた。アンドル県、ロワール＝エ＝シェール県、ロワレ県、ニエーヴル県、アリエ県、クルーズ県と接している。
県南部はオーヴェルニュ南麓に支えられ、東側はサンセロワ地方の丘陵があり、ロワール川が県境となっている。西側はシャンパーニュ・ベリションヌ地方として開け、北西はソローニュ地方の平野である。シェール川が県で最も標高の低い地点となっており、標高89mである。

## 歴史

1790年以前の州で色分けされたシェール県: ベリー、ブルボネ、ニヴェルネー、オルレアネー

フランス革命中の1790年3月4日、かつてのベリー、ブルボネ、ニヴェルネーの一部を集めて新設された県である。

## 人口統計
国内の他県とは異なり、シェール県は第二次世界大戦後の人口増加を経験しなかった。1946年から2007年にかけての人口増加率は、全国平均が57%である一方、シェール県は10%である。INSEEの予測によると、人口は2010年から2030年までの期間に減少すると予想され、ほぼ4%減ることになる。
| 1801年  | 1831年  | 1841年  | 1851年  | 1856年  | 1861年  | 1866年  |
| ------- | ------- | ------- | ------- | ------- | ------- | ------- |
| 217.785 | 256.059 | 273.645 | 306.261 | 314.844 | 323.393 | 336.613 |
| 1872年  | 1876年  | 1881年  | 1886年  | 1891年  | 1896年  | 1901年  |
| 335.392 | 345.613 | 351.405 | 355.349 | 359.276 | 347.725 | 345.543 |
| 1906年  | 1911年  | 1921年  | 1926年  | 1931年  | 1936年  | 1946年  |
| 343.484 | 337.810 | 304.800 | 298.398 | 293.918 | 288.695 | 286.070 |
| 1954年  | 1962年  | 1968年  | 1975年  | 1982年  | 1990年  | 1999年  |
| 284.376 | 293.514 | 304.601 | 316.350 | 320.174 | 321.559 | 314.428 |
| 2006年  | 2007年  |         |         |         |         |         |
| 314.676 | 314.600 |         |         |         |         |         |

参照元:SPLAF、2006年以降INSEE、2007年以降INSEE

## 主なコミューン
温暖な気候、わずかに険しい地形、豊富な水によって、人々は多くの村や集落に点在して暮らすようになり、この傾向は現在でも続いている。
2011年時点で人口が3000人を越えているのは以下のコミューンである。
| 順位 | コミューン                       | 人口 (2011) |
| ---- | -------------------------------- | ----------- |
| 1    | ブールジュ                       | 66 602      |
| 2    | ヴィエルゾン                     | 26 743      |
| 3    | サン＝タマン＝モンロン           | 10 646      |
| 4    | サン＝ドゥルシャール             | 9 199       |
| 5    | メウン＝シュル＝イェーヴル       | 6 829       |
| 6    | サン＝フロラン＝シュル＝シェール | 6 605       |
| 7    | オービニー＝シュル＝ネール       | 5 680       |
| 8    | サン＝ジェルマン＝デュ＝ピュイ   | 4 930       |
| 9    | ダン＝シュル＝オロン             | 4 459       |
| 10   | トルイ                           | 3 819       |
| 11   | ラ・ゲルシュ＝シュル＝ロボワ     | 3 331       |
| 12   | サンコワン                       | 3 301       |
| 13   | ラ・シャペル＝サンテュルサン     | 3 246       |

## 言語
フランス語が全県で伝統的に話されている。ただし、オイル語の方言であるベリショワ語が20世紀半ばまで県の多くの地域で話されていた。その言葉は、隣接する地方の方言からの影響を大なり小なり受けていた。県南東はかつてのブルボネの一部であったが、ブルボネでありながら言語学的にはベリーの一部であり、ブルボネ語圏ではなかった。
県南部、ヴェスダンからキュランの間はオック語の影響を受けた言葉が話される。

## ギャラリー

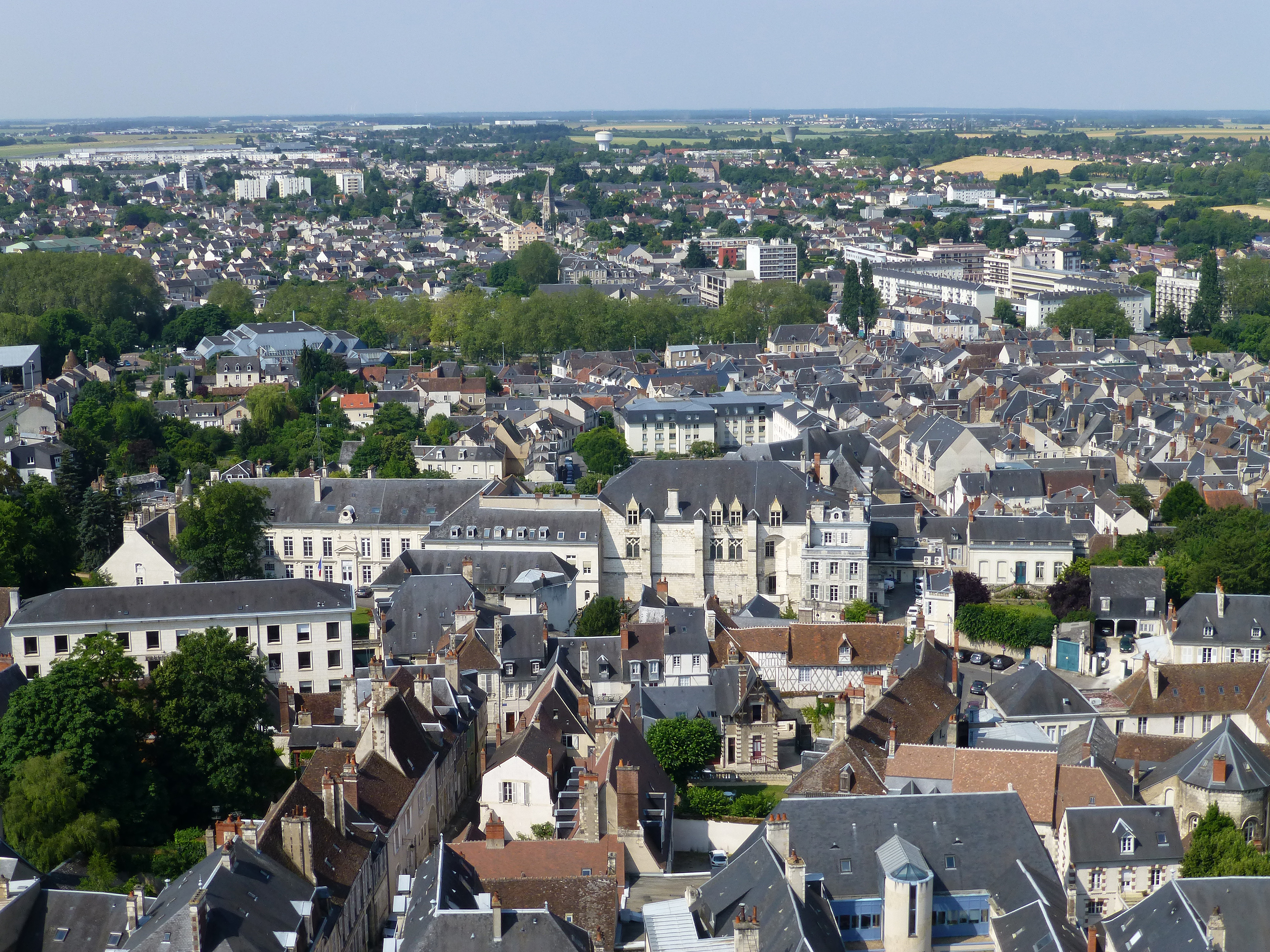
ブールジュ
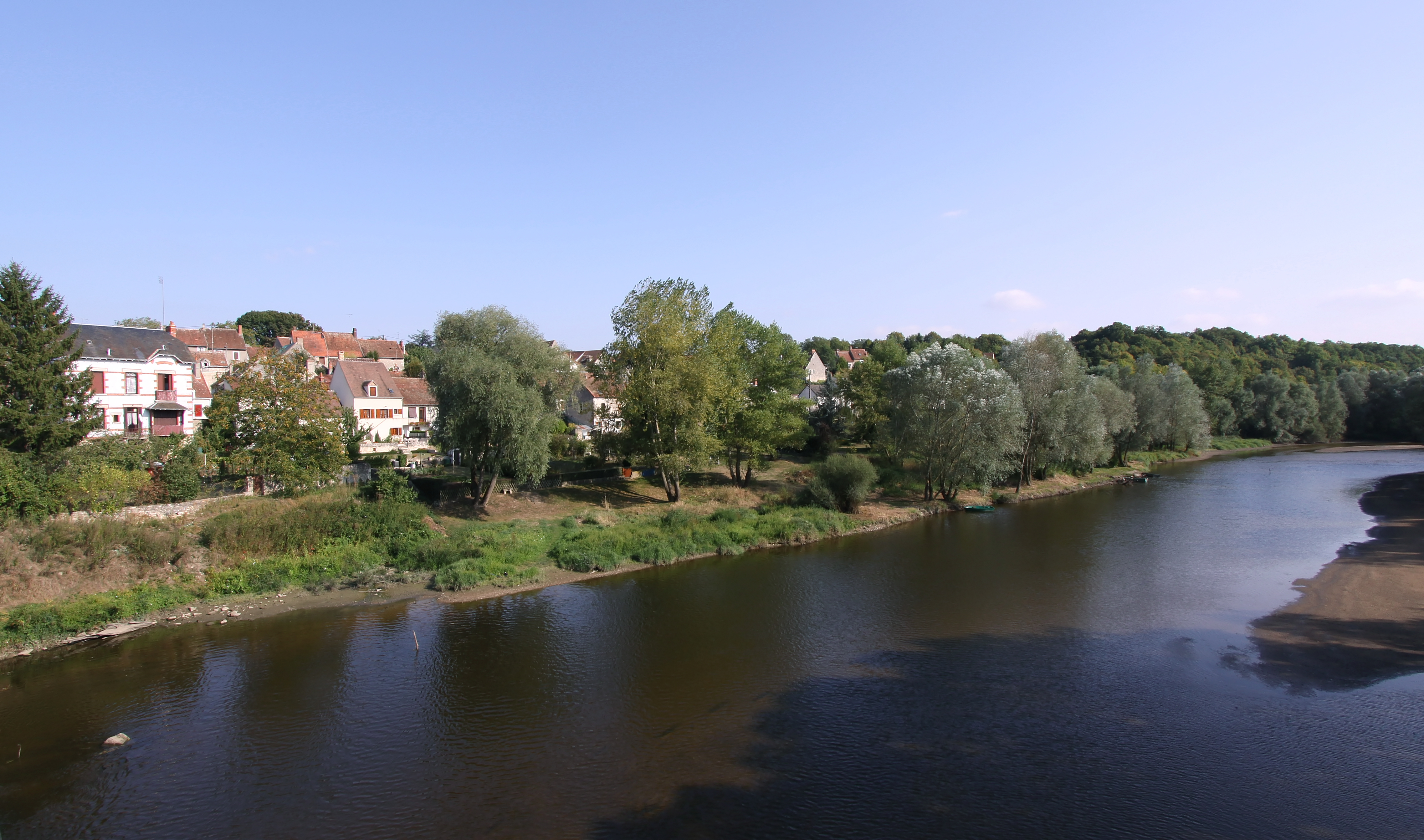
シェール川
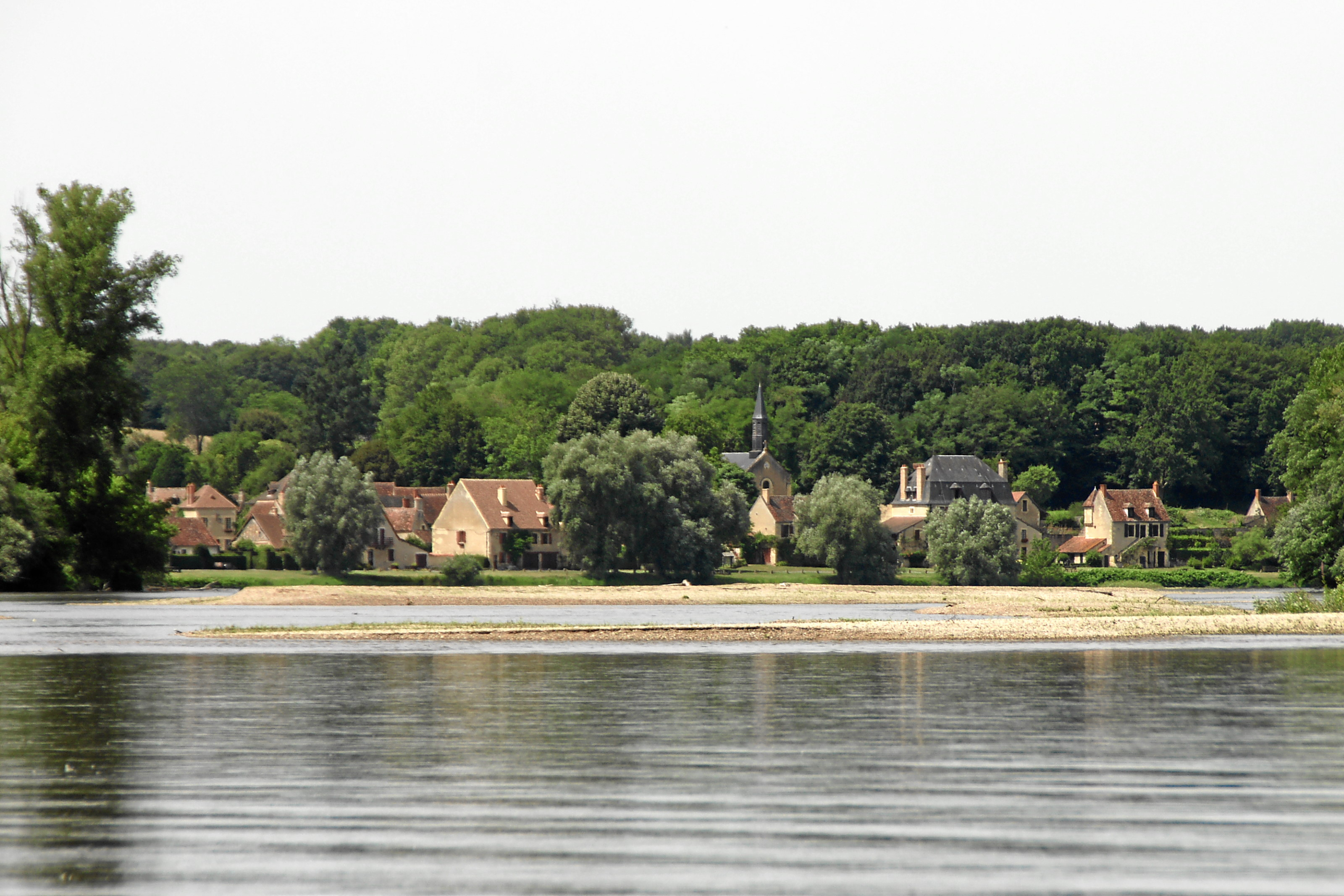
フランスの最も美しい村に登録されているアプルモン＝シュラリエ
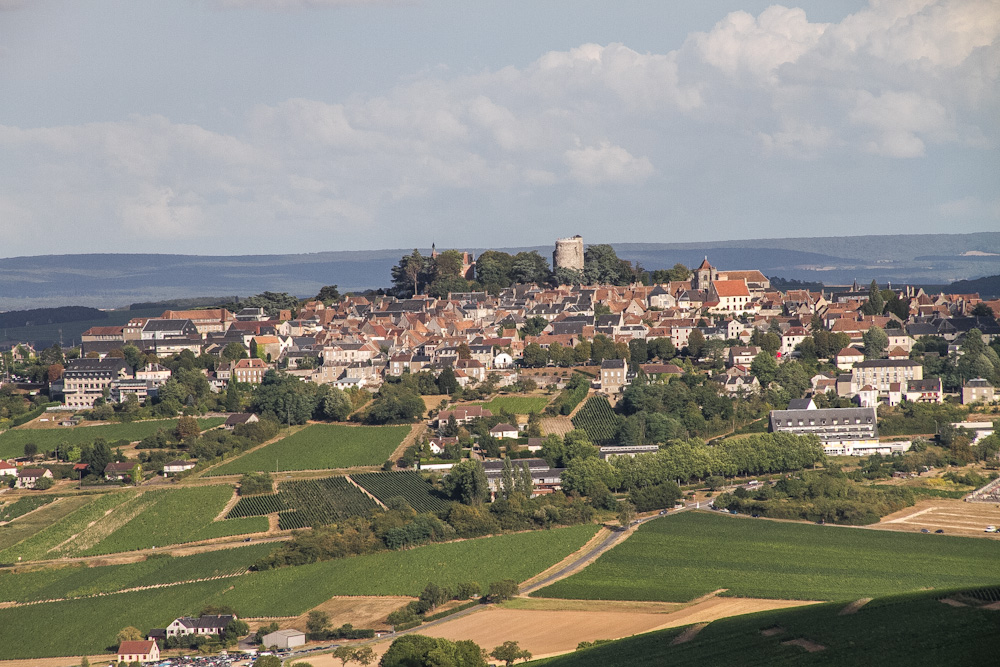
サンセール
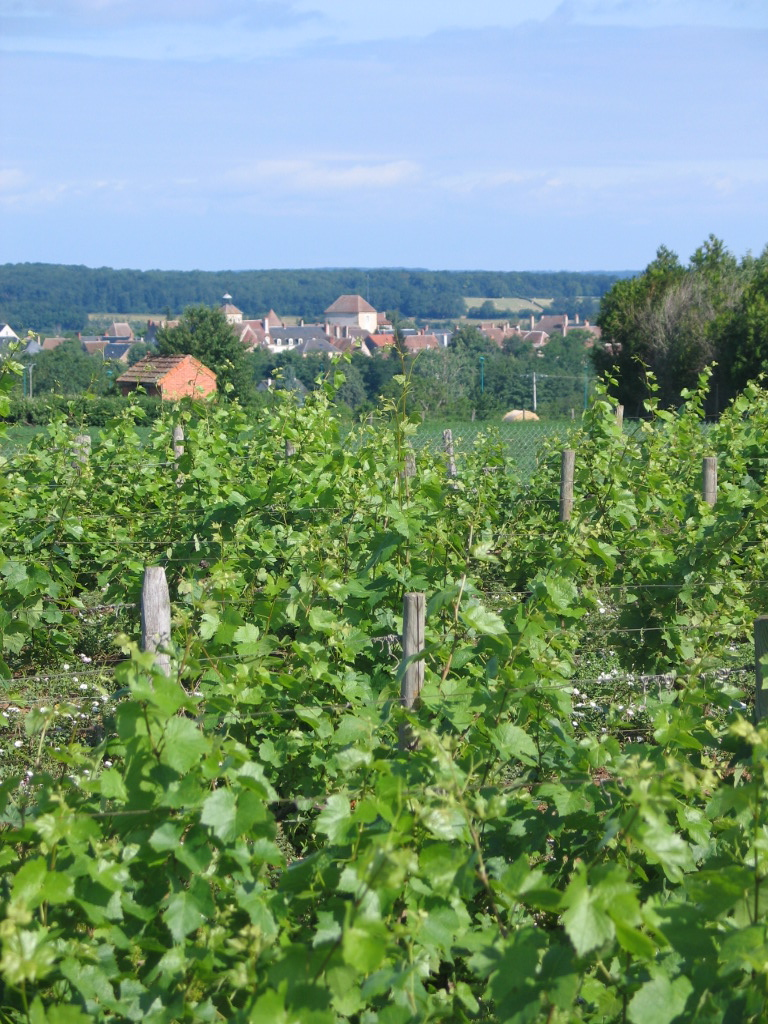
シャトーメイアンのブドウ畑